# Territorialitätsprinzip
Das Territorialitätsprinzip (auch Territorialprinzip genannt) betrifft die Rechtsanwendung und beschäftigt sich hierbei mit der Frage, welches Recht auf welche Personen wann und an welchem Ort anwendbar ist. Generell sagt das Territorialitätsprinzip, dass alle Personen der Hoheitsgewalt, insbesondere den Gesetzen des Staates unterworfen sind, auf dessen Territorium sie sich jeweils befinden. Das Territorialitätsprinzip kann auch bestimmen, welche politische Regel an einem Ort angewandt wird, so zum Beispiel in der Sprachpolitik.
Den Gegensatz dazu bildet das sogenannte Personalitätsprinzip.

## Allgemeines
Dass ein Staat rechtlich auf seine eigenen Bürger einwirken und das gesellschaftliche und soziale Miteinander entsprechend rechtlich gestalten kann und muss, hat sich als Rechtsprinzip durchgesetzt. Schon in früheren Zeiten war in den meisten Kulturen ein Mitglied eines Stammes dem Recht und den Sitten dieses Stammes unterworfen, stand aber zugleich auch unter dessen Schutz. Dieses sogenannte Personalitätsprinzip knüpft also an der Person an, während das Territorialitätsprinzip an ein geografisches Gebiet anknüpft, auf dem ein Recht Anwendung findet.
Insbesondere im Strafrecht stellt sich oft die Frage nach dem anzuwendenden Recht. Welches Recht gilt in exterritorialen Gebieten (Schiffe in internationalen Gewässern, Flugzeuge über internationalen Gewässern, Botschaftsgebäude), für Militärangehörige im Auslandseinsatz, für Diplomaten, im Internet?
- Im Strafrecht regelt es den Geltungsbereich des Strafrechts eines bestimmten Landes über die Taten auf seinem Territorium, in der Regel unabhängig davon, ob der Täter ein Bürger des Landes ist, oder nicht.[1]
- Im Zivilrecht wird die Anwendbarkeit des Rechtes eines Landes auf entsprechende Rechtssubjekte und Sachverhalte zunächst insbesondere durch die lex rei sitae bestimmt, also das Recht der belegenen Sache. (Der Lageort einer Sache ist dann der Anknüpfungspunkt für das geltende Recht).
- Ausländische Kulturgüterschutzvorschriften entfalteten keine Wirkung im Inland.[2]
- Die Anwendbarkeit des deutschen Sozialrechts richtet sich gemäß § 30 SGB I nach dem Wohnort oder dem gewöhnlichen Aufenthalt des Betroffenen, soweit das über- oder zwischenstaatliche Recht oder das innerstaatliche Recht nichts anderes bestimmt.[3]
- Im Steuerrecht regelt es in welchen Staat (Land, Kanton, Gemeinde usw.) ein Einkommen, ein Vermögenswert, oder eine Erbschaft versteuert werden, abhängig vom Erwerbsort und dem Hauptwohnsitz des Steuerzahlers. Strikt wird das Territorialitätsprinzip bei Immobilien angewandt, sie werden dort versteuert, wo sie liegen.
- Für den Erwerb der Staatsangehörigkeit wird manchmal das Territorialprinzip als Synonym für ius soli verwendet (der Geburtsort und nicht die Staatsangehörigkeit der Eltern – ius sanguinis – entscheidet die Staatsangehörigkeit eines Kindes)

Bei Fällen mit Auslandsberührung bedarf es Regelungen darüber, welches Recht Anwendung finden soll. Solche Kollisionsfälle werden u. a. durch das Internationale Privatrecht und das Internationale Zivilverfahrensrecht geregelt.
Die Zulässigkeit extraterritorialer Wirkungen von nationalen Gesetzen nach dem Auswirkungsprinzip ist umstritten. Die extraterritorialer Rechtsanwendung entfaltet seine Wirkung auf ihren jeweiligen Adressaten auch durch den Druck, der daraus entsteht, dass ein Zugriff auf die Person, das Vermögen oder anderweitige Interessen des Adressaten bestehen kann. In diesem Zusammenhang dienen Regelungen wie die Verordnung (EG) Nr. 2271/96 dem Ziel, dieser Rechtsanwendung innerhalb des eigenen Hoheitsgebietes Grenzen zu setzen.

## Das Territorialitätsprinzip in der Schweizer Sprachenpolitik
In der Schweiz wird das Territorialitätsprinzip vor allem in der Sprachenpolitik verwendet. Die Sprachenfreiheit ist in der Schweizer Bundesverfassung gewährleistet, aber die Rechtsprechung erkennt den kantonalen Behörden das Recht zu, die überkommene sprachliche Zusammensetzung des Landes zu berücksichtigen (Territorialitätsprinzip). Die Kantone und die Gemeinden können deshalb Maßnahmen ergreifen, um die überlieferten Grenzen der Sprachgebiete und deren Homogenität zu erhalten, selbst wenn dadurch die Freiheit des einzelnen, seine Muttersprache zu gebrauchen, beschränkt wird.
Praktisch bedeutet dies, dass es in den meisten Gebieten der Schweiz nur eine anerkannte Sprache für den Umgang mit den Behörden, dem Gerichtswesen, und in den öffentlichen Schulen gibt. Nur in wenigen Bezirken und Gemeinden entlang der Sprachgrenzen besteht ein Recht die Sprache in diesen Bereichen frei zu wählen. Das Schweizer Territorialitätsprinzip hat keinen Einfluss auf den Gebrauch der Sprachen in den sonstigen privaten oder öffentlichen Bereichen, in der Wirtschaft, in den Zeitungen oder in der Kultur.
Das Territorialitätsprinzip ist ein wichtiger Beitrag zum Sprachenfrieden in der Schweiz und wird generell von allen Parteien unterstützt. Probleme bei seiner Anwendung gibt es vor allem in folgenden Gebieten:
- deutsch-französische Sprachgrenze in den Kantonen Bern und Freiburg
- Italienischsprachige Gebiete mit starker Zuwanderung aus der Deutschschweiz (Region Locarno im Tessin, das Bergell in Graubünden)
- In vielen betroffenen Gebieten überhaupt nicht durch das Territorialitätsprinzip geschützt ist das Rätoromanische. Die sprachliche Integration deutschsprachiger Zuzügler beschränkt sich oft auf die Kinder im Primarschulalter, sofern überhaupt eine romanische Schule vorhanden ist.

## Fragen des Territorialprinzips in großen Entwicklungsländern
Schwierige Rechtsfragen können auftreten, wenn weitgreifende Entwicklungsprojekte in großen Entwicklungsländern zu entscheiden sind. Im Regelfall werden hier Projekte der überregionalen Infrastruktur von der Zentralregierung veranlasst, aber oft unter Umgehung der regionalen Strukturen und der betroffenen Bevölkerung. Auch ganzheitliche Entscheidungsprozesse oder eine Umweltverträglichkeitsprüfung werden nicht immer angewandt.
Ein typisches Beispiel dieses Problemkreises ist der Amazonas-Urwald in Brasilien. Die Bundesregierung ist bestrebt, Infrastruktur und Wirtschaftsentwicklung voranzutreiben und vergibt z. B. Lizenzen an große Konzerne und für großräumige Rodungen. Die regionalen Strukturen werden nicht adäquat einbezogen, weil sie oft politisch zu schwach sind. Als Folge werden Einwohner in großem Maße umgesiedelt und nimmt die Fläche des Urwalds rasant ab, ohne dass im Gegenzug die lokale Wirtschaft gewinnt oder klimapolitische Ziele berücksichtigt werden.
Besonders deutlich wird diese Problematik in der brasilianischen Region Xingu, wo sich Bischof Erwin Kräutler – oft vergeblich – für die Rechte der indigenen Ureinwohner und den Erhalt des Regenwaldes einsetzt. Infolge seiner Herkunft aus Österreich hat er jedoch in Europa eine starke Medienpräsenz, was seit einigen Jahren der bedrohten Region ein höheres Gewicht verleiht. Dies kam u. a. 2010 durch die Verleihung des Right Livelihood Award an Kräutler zum Ausdruck.